# Gudivada (Visakhapatnam)
Gudivada es una ciudad censal situada en el distrito de Visakhapatnam en el estado de Andhra Pradesh (India). Su población es de 8787 habitantes (2011). Se encuentra a 66 km de Visakhapatnam.

## Demografía
Según el censo de 2011 la población de Gudivada era de 8787 habitantes, de los cuales 4519 eran hombres y 4268 eran mujeres. Gudivada tiene una tasa media de alfabetización del 81,56%, superior a la media estatal del 67,02%: la alfabetización masculina es del 89,27%, y la alfabetización femenina del 73,42%.